# Kosmos 1267
Kosmos 1267 byla nepilotovaná kosmická loď SSSR typu TKS. Na oběžnou dráhu byla vynesena nosnou raketou Proton z kosmodromu Bajkonur 25. dubna 1981. Spojení s vesmírnou stanicí Saljut 6 proběhlo 19. června 1981 v rámci testu připojitelného vědeckého modulu. Loď se skládala z části FGB a návratové kapsle Merkur. Část FGB zůstala spojena se stanicí, zatím co návratová kapsle Merkur vstoupila do atmosféry a přistála 26. května 1982.

## Parametry mise
- Hmotnost: 19 000 kg
- Posádka: žádná
- Start: 25. dubna 1981
- Návrat: 26. května 1982
- Dní na orbitě: 452

Schema modulu TSK
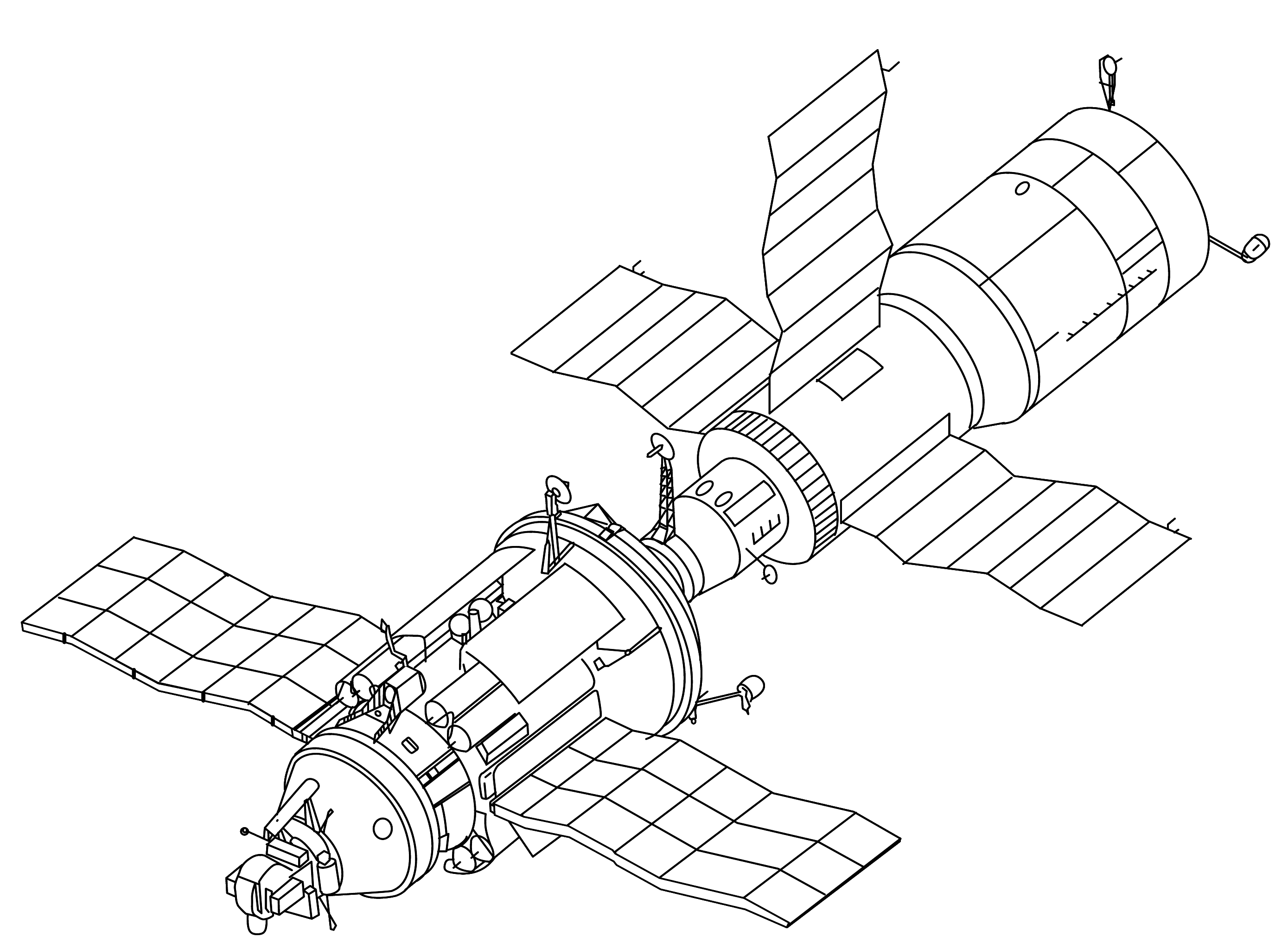
Schema spojení se stanicí Saljut 6